# نهائي كأس إسبانيا 1942
نهائي كأس إسبانيا 1942 وسُمي آنذاك نهائي كأس القائد العام هو النهائي رقم 40 في إطار بطولة كأس إسبانيا التي بدأت سنة 1902 ، جمعت المباراة النهائية ناديّ برشلونة وأتلتيك بيلباو بتاريخ 21 يونيو 1942 في العاصمة الإسبانية مدريد وتمكن نادي برشلونة من الفوز بنتيجة 4-3 بعد أن لعب الفريقيّن الوقت الأضافي لتعادلهما في الوقت الاصلي 3-3 .

## التفاصيل
| برشلونة                                           | 4–3 | أتلتيك بيلباو                              |
| ------------------------------------------------- | --- | ------------------------------------------ |
| جوسيب اسكولا 20' ، 59' · ماريانو مارتن 51' ، 101' |     | أريوندا 29' · إيليسيس 79' · تيلمو زارا 81' |